# Bahnstrecke Bad Harzburg–Oker
| Bahnstrecke westlich von Harlingerode mit Sudmerberg im Hintergrund |                        |                                                       |                                     |
| Streckennummer: | 6425                   |                                                       |                                     |
| Kursbuchstrecke (DB): | 320, 354               |                                                       |                                     |
| Kursbuchstrecke: | 182e (1934) 204 (1946) |                                                       |                                     |
| Streckenlänge: | 6,85 km                |                                                       |                                     |
| Spurweite: | 1435 mm (Normalspur)   |                                                       |                                     |
| Streckenklasse: | D4                     |                                                       |                                     |
| Maximale Neigung: | 25 ‰                   |                                                       |                                     |
| Minimaler Radius: | 296 m                  |                                                       |                                     |
| Streckengeschwindigkeit: | 80 km/h                |                                                       |                                     |
| Zugbeeinflussung: | PZB                    |                                                       |                                     |
| |                        |                                                       |                                     |
| \| \| 32,230 \| Bad Harzburg ⊙ \| 236 m \| \| \| \| Radau \| \| \| \| \| nach Heudeber-Danstedt \| \| \| \| 33,00 \| Bündheim, Westeroder Straße \| 228 m \| \| \| \| \| \| \| \| 33,80 \| nach Braunschweig \| 219 m \| \| \| 34,00 \| Radau \| 213 m \| \| \| 34,200 \| Schlewecke (Harz) ⊙ 1912–1976 \| 213 m \| \| \| \| \| \| \| \| 35,950 \| Harlingerode ⊙ 1912–1987, zuletzt Hst, SPNV nach 2035[3] \| 215 m \| \| \| \| \| \| \| \| 36,190 \| Awanst Harlingerode ⊙, 1982–1998/99 \| 213 m \| \| \| \| von den Metall- und Farbwerken Oker \| \| \| \| 37,330 \| \| \| \| \| 37,420 \| Oker Ost ⊙ 1942–2001 \| 216 m \| \| \| \| von Vienenburg \| \| \| \| 38,60 \| Oker \| 214 m \| \| \| \| Bundesstraße 498 \| 214 m \| \| \| 39,070 \| Oker ⊙ \| 213 m \| \| \| \| zur Erzaufbereitungsanlage Bollrich \| \| \| \| \| nach Goslar \| \| |                        |                                                       |                                     |
| Kopfbahnhof Streckenanfang | 32,230                 | Bad Harzburg ⊙                                        | 236 m                               |
| Brücke über Wasserlauf |                        | Radau                                                 | Radau                               |
| Strecke quer (außer Betrieb) · Abzweig geradeaus und ehemals nach rechts |                        | nach Heudeber-Danstedt                                | nach Heudeber-Danstedt              |
| Bahnübergang | 33,00                  | Bündheim, Westeroder Straße                           | 228 m                               |
| Abzweig geradeaus und nach links · Strecke von rechts |                        |                                                       |                                     |
| Strecke quer · Kreuzung geradeaus oben · Strecke nach rechts | 33,80                  | nach Braunschweig                                     | 219 m                               |
| Brücke über Wasserlauf | 34,00                  | Radau                                                 | 213 m                               |
| ehemaliger Haltepunkt / Haltestelle | 34,200                 | Schlewecke (Harz) ⊙ 1912–1976                         | 213 m                               |
| |                        |                                                       |                                     |
| ehemaliger Bahnhof | 35,950                 | Harlingerode ⊙ 1912–1987, zuletzt Hst, SPNV nach 2035 | 215 m                               |
| |                        |                                                       |                                     |
| ehemalige Blockstelle | 36,190                 | Awanst Harlingerode ⊙, 1982–1998/99                   | 213 m                               |
| Strecke von rechts (außer Betrieb) · Strecke |                        | von den Metall- und Farbwerken Oker                   | von den Metall- und Farbwerken Oker |
| Abzweig geradeaus und nach links (Strecke außer Betrieb) · Abzweig geradeaus und ehemals von rechts | 37,330                 |                                                       |                                     |
| ehemaliger Dienststation / Betriebs- oder Güterbahnhof | 37,420                 | Oker Ost ⊙ 1942–2001                                  | 216 m                               |
| Strecke quer · Abzweig geradeaus und von rechts |                        | von Vienenburg                                        | von Vienenburg                      |
| Brücke über Wasserlauf | 38,60                  | Oker                                                  | 214 m                               |
| Brücke |                        | Bundesstraße 498                                      | 214 m                               |
| Bahnhof | 39,070                 | Oker ⊙                                                | 213 m                               |
| Abzweig geradeaus und ehemals nach links |                        | zur Erzaufbereitungsanlage Bollrich                   | zur Erzaufbereitungsanlage Bollrich |
| Strecke |                        | nach Goslar                                           | nach Goslar                         |

Die Bahnstrecke Bad Harzburg–Oker ist eine sieben Kilometer lange eingleisige, nicht elektrifizierte Nebenbahn am nördlichen Harzrand in Niedersachsen. Sie führt vom Bahnhof Bad Harzburg zum Bahnhof Oker, in dem sie in die Bahnstrecke Vienenburg–Goslar übergeht.
Sie dient dem Personenverkehr zwischen Bad Harzburg und Goslar, und von hier aus weiter nach Kreiensen/Göttingen, Hildesheim und Hannover. Bis Mai 1987 bestanden der Bahnhof Harlingerode und bis 1976 der Haltepunkt Schlewecke (Harz) als Reisezughalte.

## Verlauf
Die Bahnstrecke verbindet auf kurzer Strecke die Täler der Oker und der Radau am Nordhang des Langenberges. Sie bildet mit den Bahnstrecken Vienenburg–Goslar und Braunschweig–Bad Harzburg ein auf Eisenbahnkarten auffälliges Dreieck.
Ihren Anfang nimmt sie am Bahnsteig 3 im Bahnhof Oker und führt auf ihrem ersten Kilometer im Verbund mit der Bahnstrecke Goslar–Vienenburg über den Fluss Oker im engen Radius durch den Ort Oker. Östlich der Trennung der beiden Strecken führt die Trasse vollständig durch Bad Harzburger Stadtgebiet, hier beginnend im Harlingeröder Stadtteilgebiet. Es werden die Schlackenhalden und Deponien des historischen Hüttenwerks Harz beziehungsweise des jetzigen Recyclingparks Harz durchquert und das schwermetallbelastete Kalte Feld tangentiert. Anschließend schneidet die Bahnstrecke den Stadtteil Harlingerode mittig, der Langenberg ist hier im Süden auffallend. In Schlewecker Stadtteilgebiet überquert die Bahnstrecke die Radau. Über einen kurzen Abschnitt in Westerode, in dem die Bahnstrecke Braunschweig–Bad Harzburg überbrückt wird, erreicht die Bahnstrecke schließlich den in Bündheim gelegenen Bahnhof Bad Harzburg.

## Geschichte
Das heutige Bad Harzburg hatte bereits 1840 seinen Bahnanschluss mit der Bahnstrecke Braunschweig–Bad Harzburg erhalten. Eine feste und zur heutigen Bahnlinie weitgehend parallele Straße (Chaussee) existiert zwischen Bad Harzburg und Goslar über Harlingerode und Oker seit 1843. 1866 wurde die Bahnstrecke Vienenburg–Goslar von Vienenburg über Oker nach Goslar errichtet, sodass im Bahnverkehr nun eine Umsteigeverbindung über Vienenburg bestand. Erst 1883 erhielt Goslar mit den Strecken nach Seesen und nach Hildesheim Anschluss nach Westen, Bad Harzburg wurde 1894 mit Ilsenburg verbunden.
Zwischen Bad Harzburg und Oker bestand damit zur Jahrhundertwende eine Lücke in der West–Ost–Relation am unmittelbaren Harzrand zwischen den Knotenbahnhöfen Goslar und Halberstadt. Während der Güterverkehr über die nördlich parallel verlaufenden Bahnstrecken Halle–Vienenburg–Grauhof verlief, war eine Verbindung im Personenverkehr zwischen Goslar und Halberstadt nur unter Ausschluss von Bad Harzburg und Wernigerode möglich. Mit dem wachsenden Eisenbahnverkehr hatte der nördlich gelegene Bahnhof Vienenburg zunehmend mit Überlastungserscheinungen zu kämpfen. Zudem war ein eigener Bahnanschluss dem seit 1860 bestehenden Sägewerk Klages in Harlingerode dienlich, dessen Geschäftsführer Heinrich Klages zur Jahrhundertwende auf eine Bahnanbindung drängte.

### Planung und Bau
Am 31. Dezember 1902 richtete die Herzogliche Kreisdirektion des Landkreises Wolfenbüttel in diesem Zusammenhang an das Herzoglich Braunschweigische Eisenbahnkommissariat den Wunsch nach einer Bahnstrecke Bad Harzburg – Oker. Auch die für die Bahnhofsanlagen in Bad Harzburg und Goslar zuständige Eisenbahndirektion Magdeburg nahm ab diesem Zeitpunkt in Erwartung an die Umsetzung der Bahnstrecke und des Mehrverkehrs umfangreiche Baumaßnahmen in den Bahnhöfen Bad Harzburg und Goslar vor, unter anderem durch Neubau mehrerer Stellwerke bis 1912.
Die Polizeidienststelle Harzburg begann am 8. Mai 1906 die Vorbereitungen zum Geländekauf. Das Herzogtum Braunschweig übernahm hierfür die Kosten für die Wege und Vorflutanlagen, während die übrige Finanzierung durch die Eisenbahndirektion Magdeburg (Preußen) erfolgte. Die Trassierungs- und Betriebsstellenlagepläne lagen 1907 aus, wurden aber wegen des Widerstands des Harlingeröder Holzfabrikanten Klages geändert, der in Harlingerode einen Neubau seiner Sägewerksanlagen an der Bahnstrecke für die Güterverladung beabsichtigte. Eine weitere Entwurfsprüfung fand am 29. Dezember 1908 am Bahnhof Bad Harzburg unter Vertretern der Eisenbahndirektion Magdeburg, mehrerer Organe des Herzogtums Braunschweig und den Vorstehern der Gemeinden Bündheim, Schlewecke und Harlingerode statt.
Ein Boniteur namens Tapp aus Holzminden war für die Einigung mit den ca. 100 Grundstückseigentümern zwecks Grunderwerb für die Bahnstrecke zuständig. Pro Hektar abzutretendem Land wurde ein Betrag von ungefähr 18.000 Mark vereinbart, wobei die Grundstückseigentümer unterschiedliche Beträge erhielten. Weigerten sich die betroffenen Landeigentümer zu einer Einigung, war eine Enteignung möglich. Ein Einigungstreffen zur Abtretung der Grundstücksflächen wurde am 8. März 1910 ab 11:30 Uhr am Hotel Lindenhof in Bad Harzburg anberaumt.
Am 15. Juli 1910 wurde der Bau der Bahnstrecke offiziell begonnen. Es waren Geländearbeiten nötig, die das erste Baujahr in Anspruch nahmen. Probleme ergaben sich durch Grabungen im Harlingeröder Bruch, die zu Wassereinbrüchen führten und umfassende Drainagemaßnahmen nötig machten. Der Arbeitszugbetrieb war ab dem 1. September 1911 zugelassen. Es wurden im Rahmen der Bauarbeiten rund 230.000 m³ Boden bewegt und rund 9.000 m³ Beton für Brücken und Durchlässe verbaut. Für die Erdarbeiten wurde ein Greifbagger mit einer Leistung von rund 100 Pferdestärken eingesetzt. Die Strecke wurde baulich für schwere Schnellzüge ausgelegt und weist daher für eine Nebenbahn von Anfang an einen hohen Ausbaustandard auf. Für die Strecke wurde in der Frühzeit langfristig ein durchgehend zweigleisiger Ausbau zwischen Oker und Bad Harzburg zusammen mit der Fortsetzung bis Heudeber-Danstedt in Betracht gezogen, so dass die Brücken und Unterführungen aus dieser Zeit in ihrer Breite zur Nachrüstung ausgelegt wurden.
Ein Grenztermin zur Vermessung wurde am 12. Oktober 1911 beginnend an der Grenze zwischen den Gemeinden Schlewecke und Harlingerode anberaumt. Die Vermessungsarbeiten in der Feldmark Harlingerode wurden Ende 1911 beendet und in einem Bestätigungstermin am 5. Januar 1912 in der damals betriebenen Gaststätte „Zum Deutschen Hause“ (heutige Planstraße 7) wurden die Vermessungsergebnisse den Grundstückseigentümern zur Einsicht vorgelegt.
Die landespolizeiliche Abnahme der Strecke erfolgte am 7. März 1912 mit einem über die Neubaustrecke fahrenden Sonderzug, beginnend um 9:30 Uhr Ortszeit. Am 1. Mai 1912 konnte die Preußische Staatsbahn offiziell den Betrieb aufnehmen. Zusammen mit der Bahnlinie wurden der Bahnhof Harlingerode und der Haltepunkt Schlewecke (Harz) eröffnet. Zur Auszahlung der Entschädigungszahlungen mitsamt vorher festgelegtem Zins in Höhe von vier Prozent wurde am 23. Mai 1912 ein Termin am Herzoglichen Amtsgericht Harzburg anberaumt.

### 20. Jahrhundert

Die Bahnstrecken Bad Harzburg–Oker und Heudeber-Danstedt–Bad Harzburg

Im Personenverkehr wurde die neu entstandene Direktverbindung Goslar – Bad Harzburg – Ilsenburg – Wernigerode – Halberstadt von Anfang an sehr stark nachgefragt. In dieser Anfangszeit erhielt sie den traditionellen Namen Harzhexenbahn. Im Güterverkehr war die Bedeutung durch die wesentlich größere Steigung im Vergleich zur nördlichen Parallelstrecke über Vienenburg und die zwingende Zugwende in Bad Harzburg über eine lokale Erschließung hinaus hingegen geringer.
Schon in den Planungen der Bahnstrecke war ein Gleisanschluss in Schmalspur des Kalksteinbruchs Langenberg vorgesehen; dieser wurde realisiert und Ende der 1930er-Jahre wieder abgerissen. An die Bahnstrecke wurde 1919 als weiterer Gleisanschluss westlich von Harlingerode die Zahnradbahn Metall- und Farbwerke Oker angeschlossen.
Im Rahmen der Autarkiebestrebungen des Dritten Reiches stieg die Bedeutung der noch jungen Bahnstrecke. Das 1935 wiedereröffnete Eisenerzbergwerk Hansa der Harz-Lahn-Erzbergbau AG schloss 1938/39 eine Drahtseilbahn zur Eisenerzabfuhr an den Bahnhof Harlingerode an. Mit dem Bau der Zinkhütte Harlingerode wurde zudem zwischen 1939 und 1942 der Bahnhof Oker Ost errichtet. Dieser umfasste neben dem Werkverkehr zur Zinkhütte auch den Gleisanschluss für das Kalkwerk und der Metall- und Farbwerke.
Während des Zweiten Weltkriegs wurde die Bahnstrecke zusammen mit der östlichen Fortsetzung über Ilsenburg und Wernigerode im Güterverkehr als Alternative zur Bahnstrecke Heudeber-Danstedt–Vienenburg nach Osten genutzt. Der Betrieb auf der Bahnstrecke wurde zum 10. April 1945 vorläufig eingestellt. Die Fahrzeit zwischen Goslar und Bad Harzburg betrug 41 Minuten, während sie 2021 (RB 82) bei 12–13 Minuten lag.
Durch die Innerdeutsche Grenze verlor die Strecke nach 1945 ihre Anbindung nach Osten. Sie blieb aber wesentlich im Schienenpersonenfernverkehr (D-Züge) nach Nordwesten. Die Zahnradbahn zu den Metall- und Farbwerken Oker wurde Anfang der 1950er-Jahre außer Betrieb genommen, das Bergwerk Hansa mit ihrem Gleisanschluss stellte im August 1960 seinen Betrieb ein. Zum 30. Juni 1976 wurde der Passagierhaltepunkt Schlewecke aufgelassen, zur selben Zeit wurde hier auch der Verkehr mit Dampflokomotiven eingestellt. Der Bahnhof Harlingerode war ab 1982 nach umfangreichen Rationalisierungsmaßnahmen nur noch Haltestelle mit angegliedertem Gleisanschluss.
Im Jahr 1986 erneuerte die Deutsche Bundesbahn in Schlewecke die Brücken über die Radau und die Bahnhofstraße. Der Passagierhaltepunkt in Harlingerode wurde zum 31. Mai 1987 offiziell aufgelassen.
Die Strecke wurde Anfang der 1990er Jahre auch in das Interregio-Netz eingebunden. Nach der Wiedervereinigung wurde die Strecke mit ihrer für Westdeutschland unüblichen Streckennummer 6425 mit der in Niedersachsen bereits entwidmeten Bahnstrecke Heudeber-Danstedt–Bad Harzburg zusammengefasst. Der während der innerdeutschen Teilung entwidmete Teil zwischen den Bahnhöfen Bad Harzburg und Stapelburg über den Bahnhof Eckertal wurde allerdings nicht wiederaufgebaut; stattdessen wurde eine Neubaustrecke von Vienenburg nach Ilsenburg errichtet.

### 21. Jahrhundert
Der Streckenzustand der Bahnstrecke Bad Harzburg–Oker war um 2000 schlecht und von starkem Bewuchs geprägt. Deshalb und aufgrund der Einstellung der Bedienung der beiden letzten Güteranschlüsse (Güterverkehrsstelle in Bad Harzburg und Gleisanschluss in Harlingerode) durch DB Cargo im Rahmen von MORA C war die Strecke nach Ansicht einiger Kommunalpolitiker stilllegungsgefährdet. Eine Einstellung des Verkehrs wurde jedoch nicht durchgeführt. Die letzte Betriebsstelle zwischen den Bahnhöfen Bad Harzburg und Oker, der Bahnhof Oker Ost, wurde am 27. Oktober 2001 offiziell aufgelassen. Diese war nach der Stilllegung der Zinkhütte Harlingerode 1988 zuletzt nur noch von sehr untergeordneter Bedeutung.
Im Oktober 2018 wurde der Abschnitt von der Einmündung in die Bahnstrecke Goslar–Vienenburg in Oker bis zum Rupenklint westlich von Harlingerode saniert; dazu wurde der Oberbau mit Ausnahme der Schienen ersetzt. Der restliche Streckenabschnitt bis in die Einfädelung in die Bahnstrecke Braunschweig–Bad Harzburg unterlag im Herbst 2020 einer Sanierung, bei der unter anderem die Schwellen ersetzt wurden.
Die Gleisanlagen des aufgegebenen Güterbahnhofs Oker Ost südlich der Bahnlinie wurden im Frühjahr 2021 abgerissen. Die Fläche wird in den 2020er-Jahren für eine Folgenutzung als Industriegebiet durch die Industriepark und Verwertungszentrum Harz GmbH verfüllt.

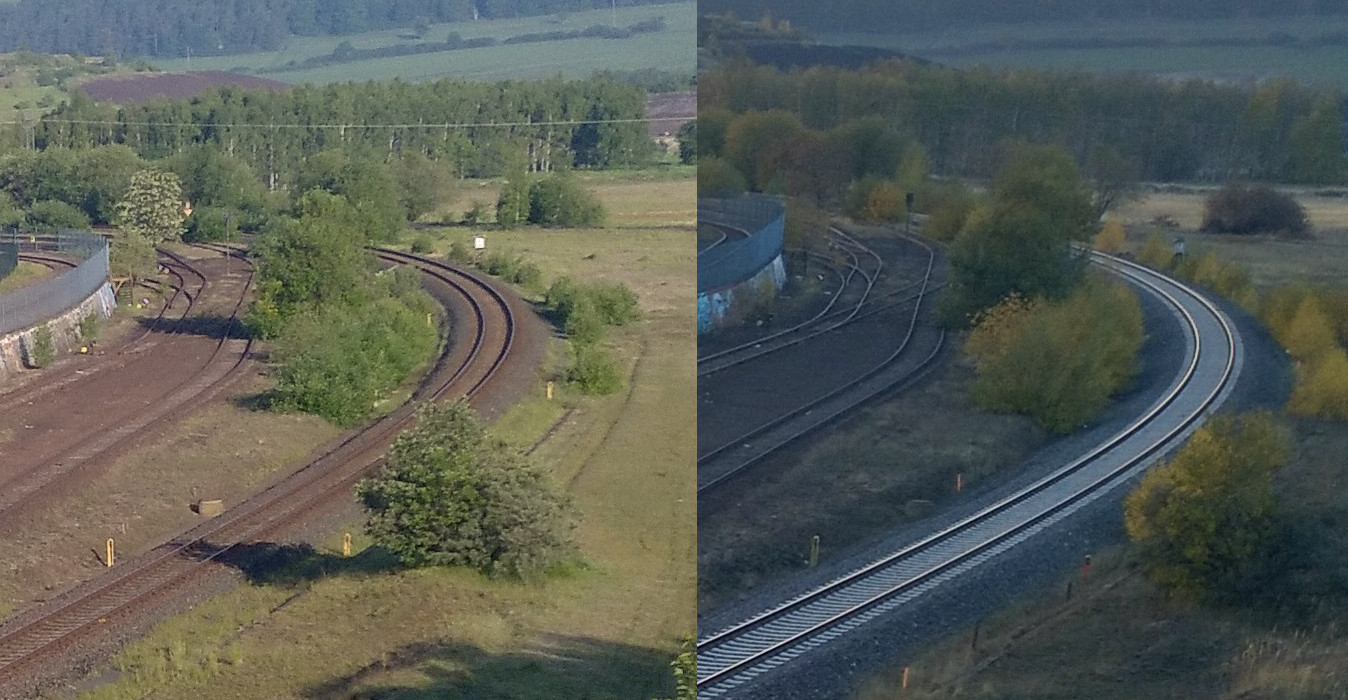
Bahnstrecke Bad Harzburg–Oker vor (Februar 2018) und nach (November 2018) der Sanierung westlich von Harlingerode
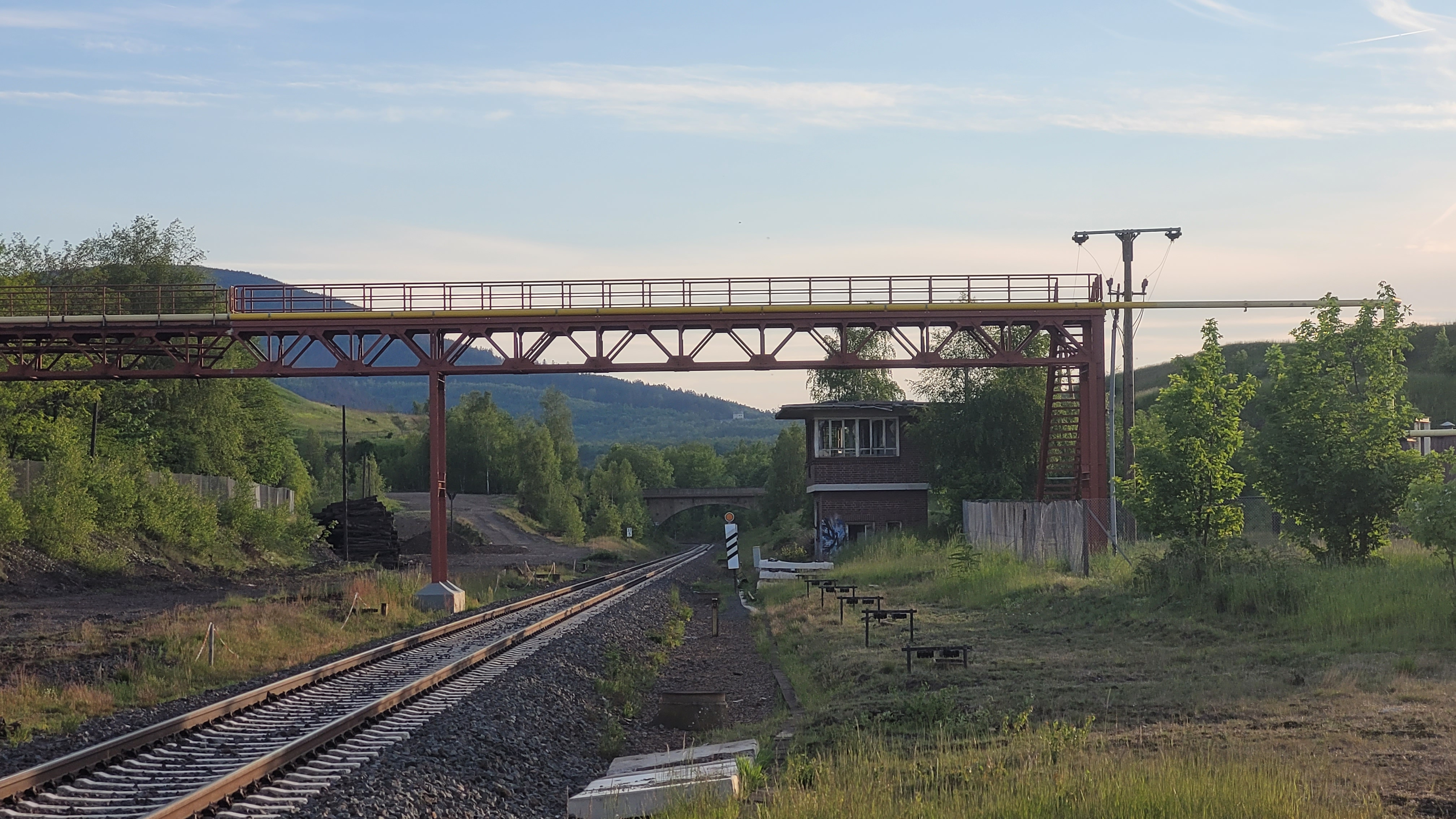
Aufgegebenes Stellwerk des Bahnhofs Oker Ost

## Betrieb

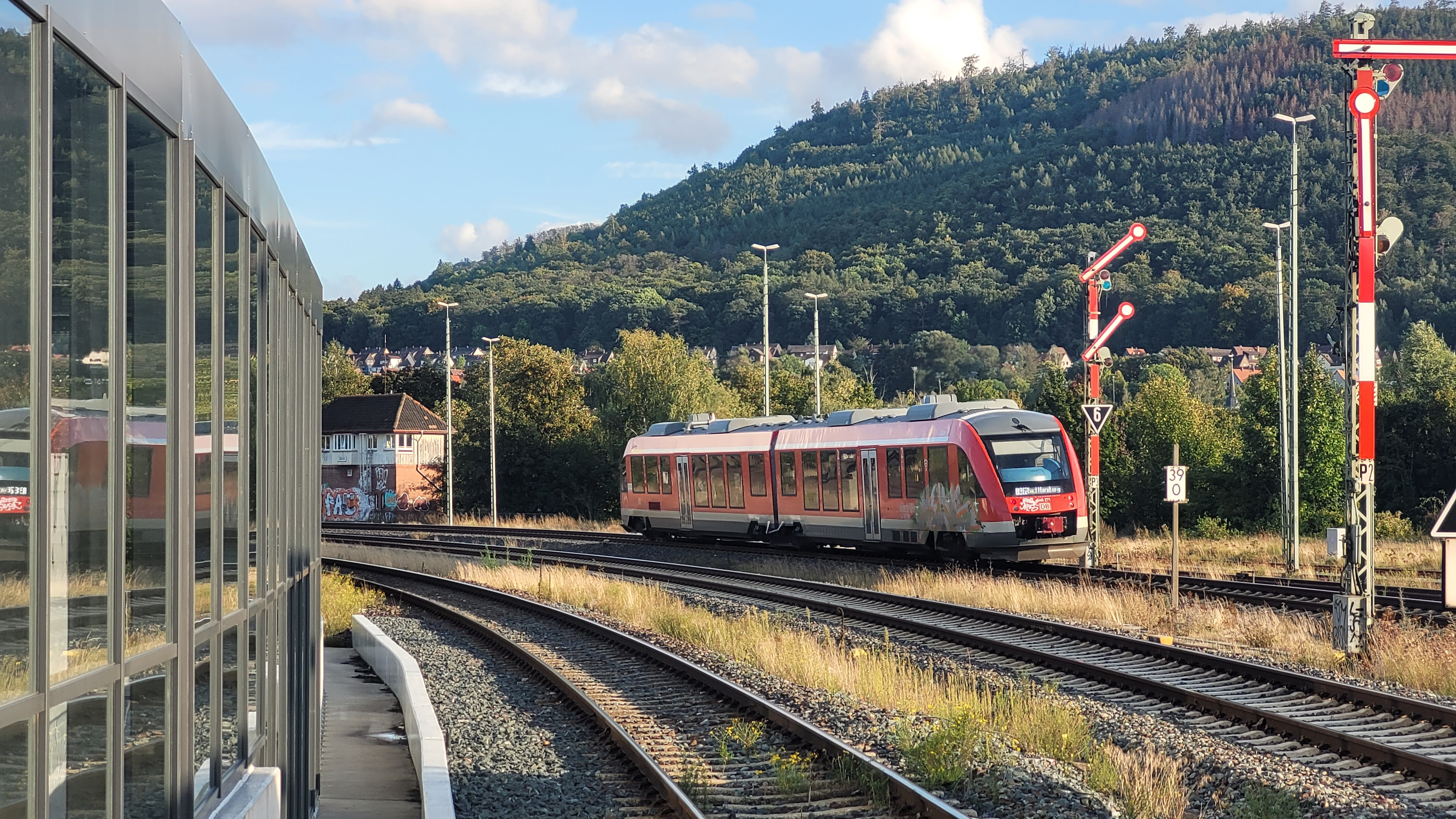
RB 82 Richtung Bad Harzburg fährt in Oker auf die Bahnstrecke ein, September 2021

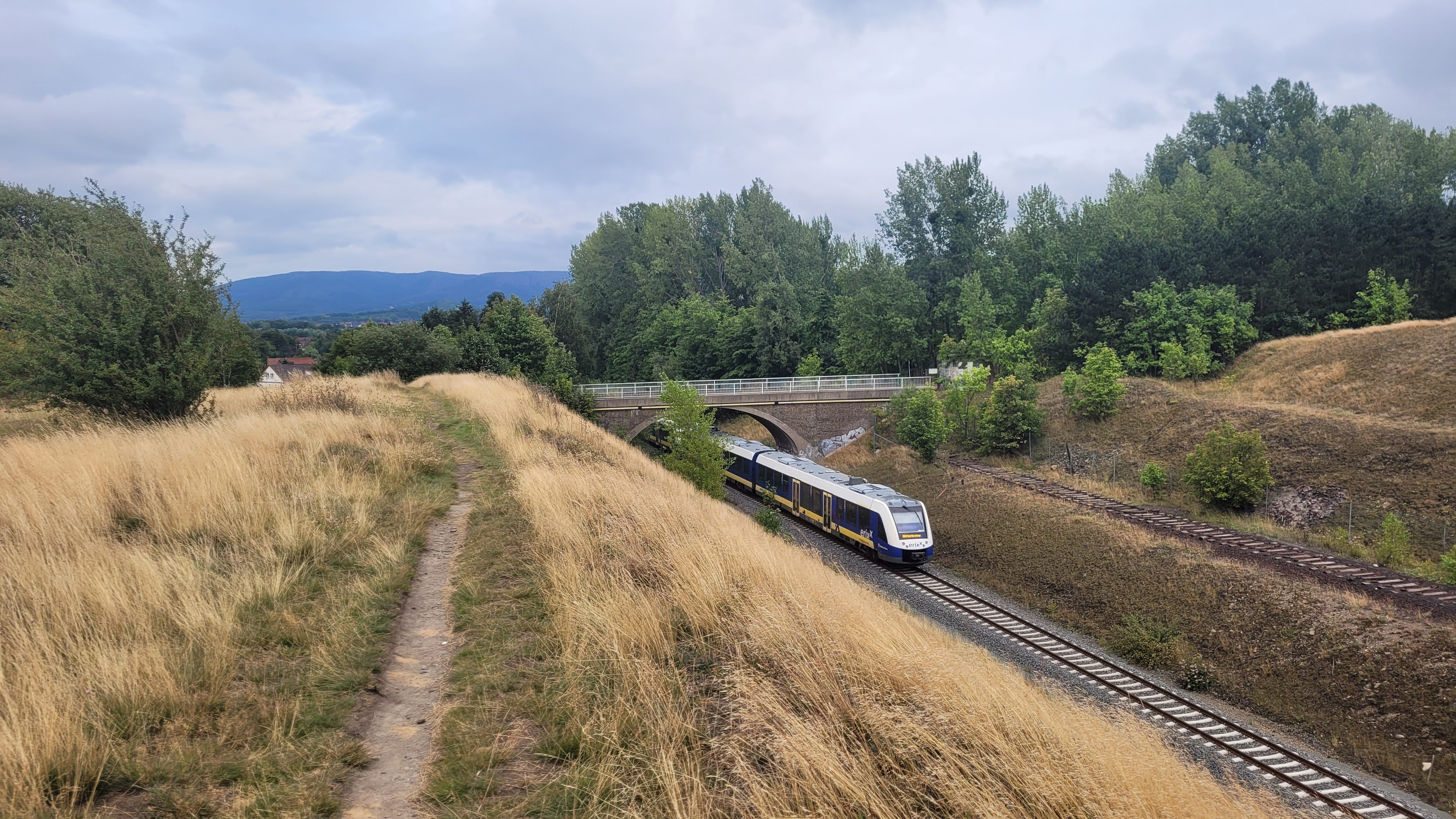
RE 10 Richtung Bad Harzburg bei Harlingerode, August 2021

### Personennahverkehr
Die Strecke liegt im Verkehrsverbund Region Braunschweig. Seit der Einstellung des Interregio wird die Strecke nur noch vom Nahverkehr bedient. Der Fahrplan 2009 sah vier Linien im Zwei-Stunden-Takt vor, den Harzexpress, einen weiteren RegionalExpress nach Hannover, sowie Regionalbahnen von und nach Braunschweig, Göttingen und Kreiensen.

#### Seit 2014
Zum Fahrplanwechsel im Dezember 2014 wurde die durchgehende Regionalexpresslinie Halle (Saale) – Hannover eingestellt und durch zwei getrennte Linien ersetzt. Die LNVG begründete diesen Schritt mit einer Steigerung der Wirtschaftlichkeit durch ein einheitliches Fahrzeugkonzept ohne Neigetechniktriebzüge. Von Halle fahren die Regionalzüge nicht mehr über Bad Harzburg, sondern von Vienenburg direkt nach Goslar und enden dort. Zwischen Bad Harzburg und Hannover wurde die stündliche Linie RE 10 eingeführt, die in Goslar Anschluss aus Halle hat. Im Rahmen der europaweiten Ausschreibung des Dieselnetzes Niedersachsen Südost (DINSO) konnte sich die OHE-Tochter erixx das Los 2 mit der Regionalexpress-Linie Bad Harzburg–Hannover sichern. Das Unternehmen betreibt nun seit Dezember 2014 die Linie für 15 Jahre mit Dieseltriebzügen vom Typ LINT 54 aus dem Fahrzeugpool der LNVG.
Für das Los 1 erhielt DB Regio den Zuschlag, welches die Regionalbahnen Bad Harzburg – Kreiensen und Bad Harzburg – Göttingen (RB 82) enthält. Das Unternehmen betreibt die Linie seit Dezember 2014 für 15 Jahre mit modernisierten Triebzügen vom Typ LINT 41 weiter.

### Güterverkehr
Im 20. Jahrhundert fand auf der Bahnstrecke dank einiger Erweiterungen signifikanter Güterverkehr über den Bahnhof Oker Ost (Hüttenwerk Harz, Metall- und Farbwerke Oker), den Gleisanschluss der Harz-Lahn-Erzbergbau AG (Grube Hansa) und den Bahnhof Harlingerode (Sägewerk Klages u.A.) statt.
Der Güterverkehr über den Gleisanschluss Harlingerode wurde 1998/99 eingestellt. Der Bahnhof Oker Ost wurde Anfang der 2000er-Jahre vom Netz der DB getrennt. Seitdem verfügt die Bahnstrecke Bad Harzburg–Oker über keinen direkten Güterverkehrsanschluss.
Der Güterverkehr beschränkt sich auf einzelne Güterzüge der Bahnbetriebsgesellschaft Bad Harzburg mbH (BBH) in Bad Harzburg.

## Zukunft
Bis 2029 ist die Elektrifizierung der Bahnstrecke mit einer Oberleitung vorgesehen. Der Regionalverband Großraum Braunschweig plant diese im Rahmen der Teilnetz-Elektrifizierung Nordharz für den Betrieb von BEMU im Nahverkehr. Bis 2025 ist der Abschluss der Leistungsphasen 1/2 vorgesehen. Für die 2030er-Jahre ist der Neubau der Betriebsstation Harlingerode als Haltepunkt vorgesehen. Die Elektrifizierung der Strecke wurde 2021 als zu förderndes Vorhaben im Rahmen des Gemeindeverkehrsfinanzierungsgesetzes angemeldet.

## Bahnhöfe

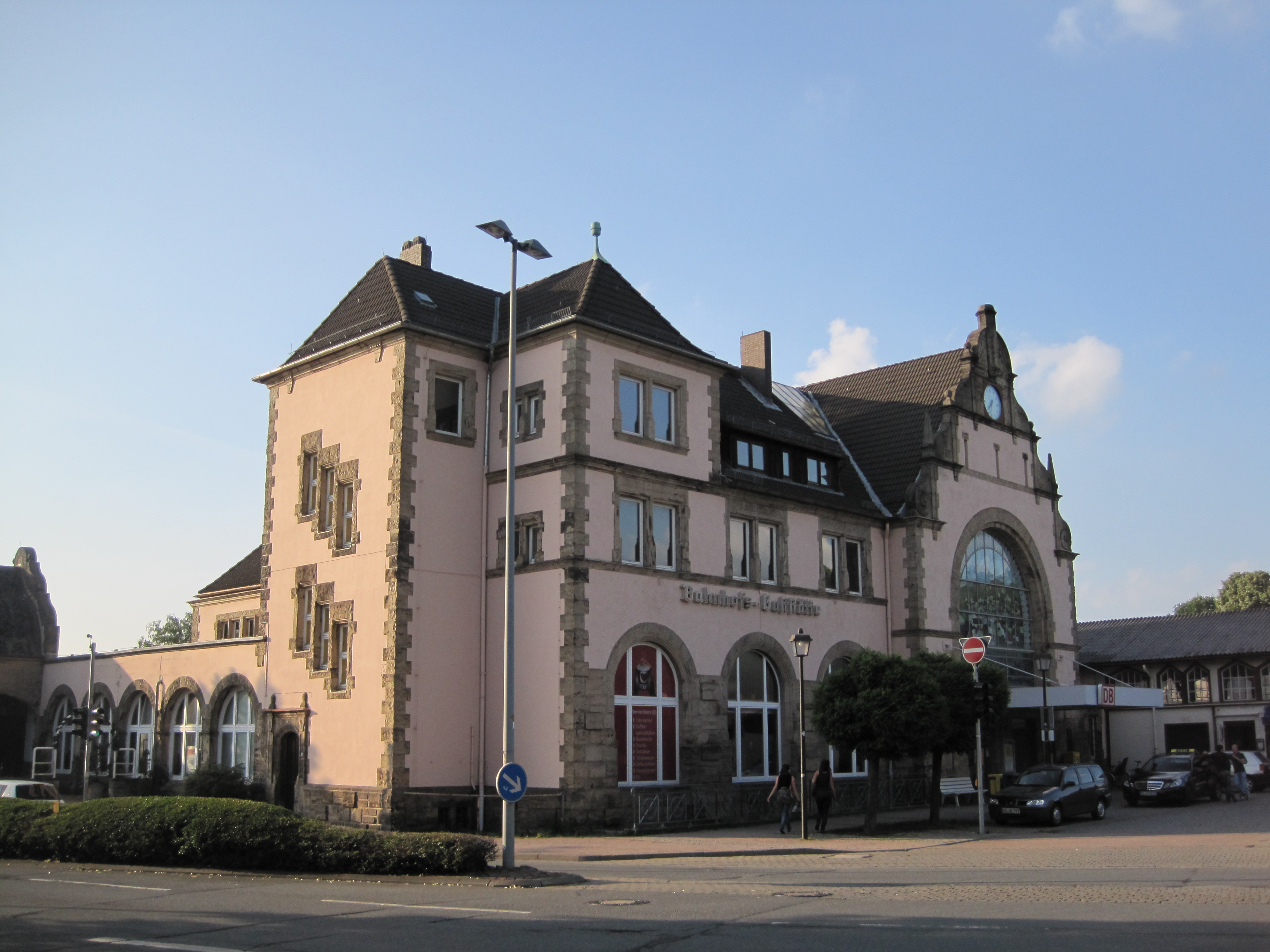
Bahnhof Bad Harzburg
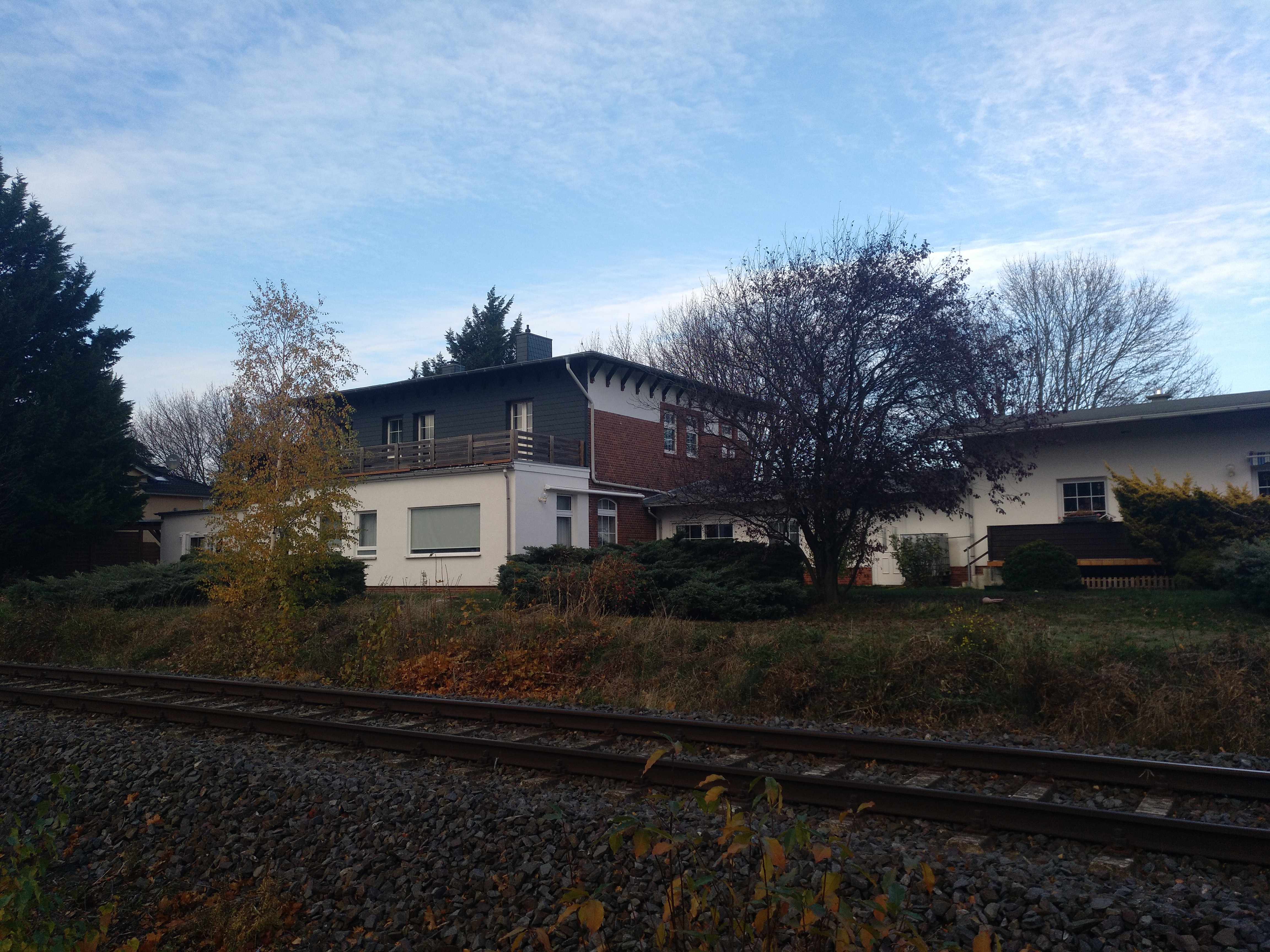
Bahnhof Harlingerode (ehem.)
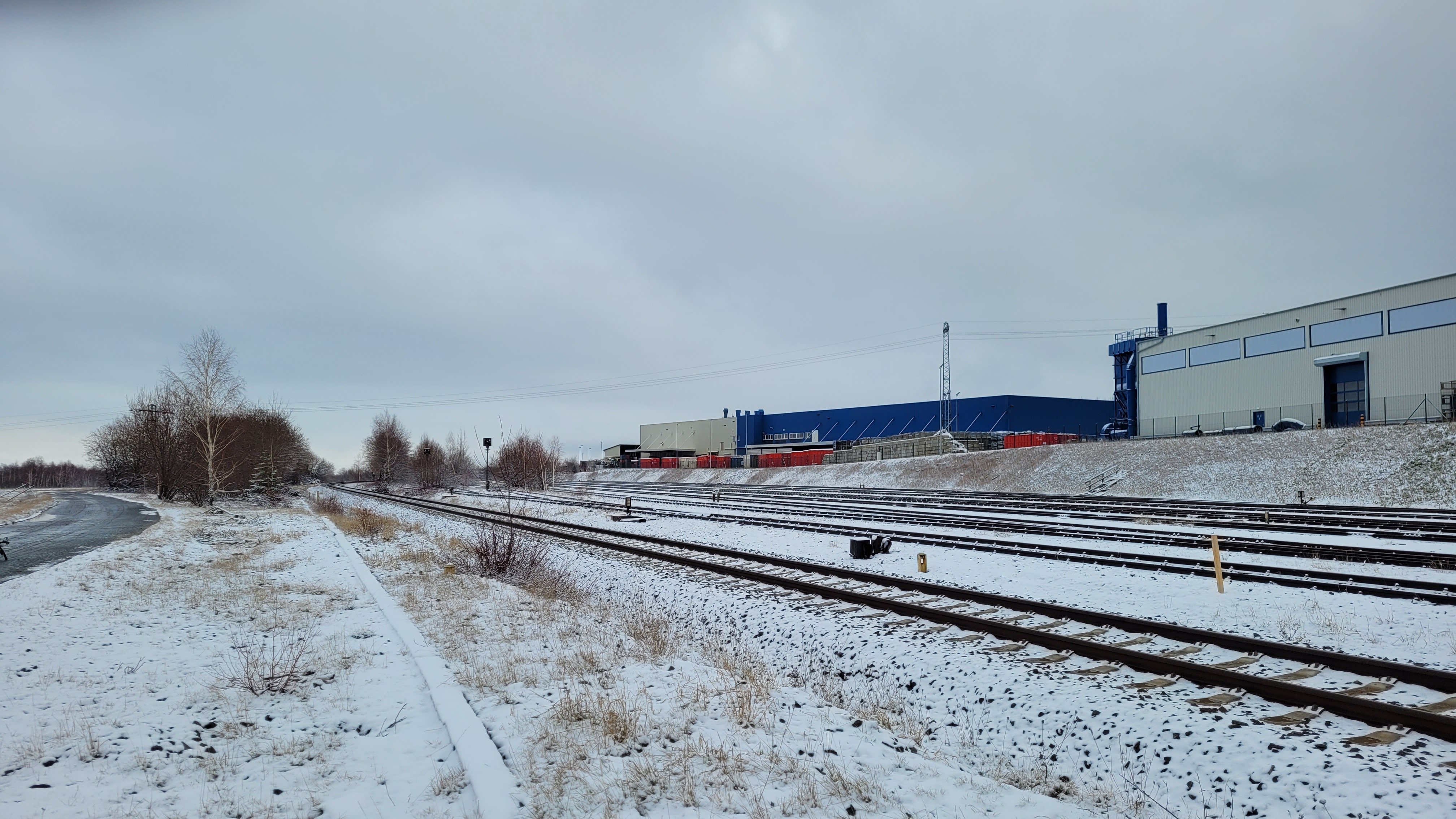
Bahnhof Oker Ost (ehem.)
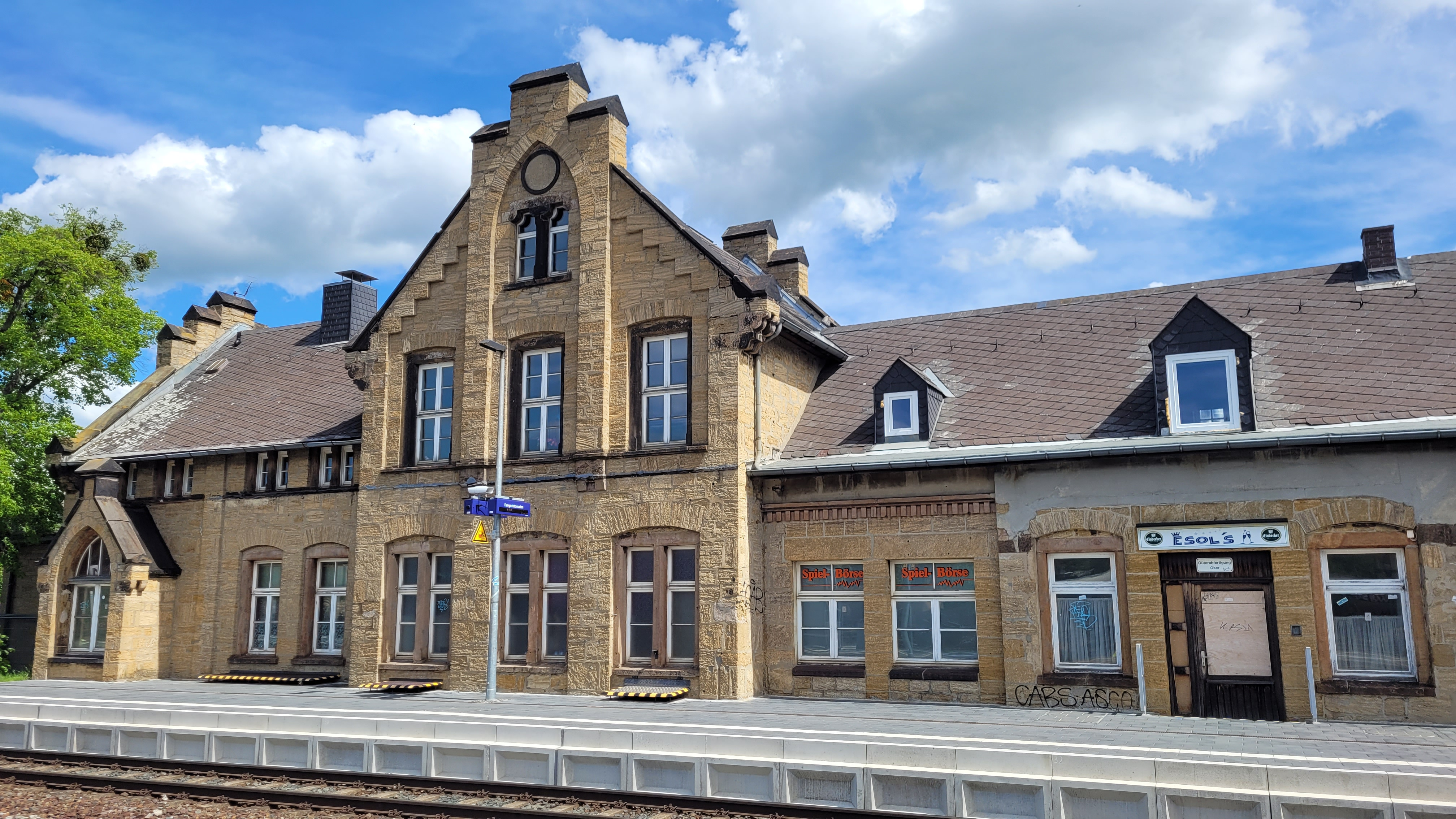
Bahnhof Oker